# Lawson Software
Lawson Software  est une entreprise internationale de logiciels informatiques. Son marché couvre 40 pays, avec 4 000 clients dans les domaines de la fabrication, de la distribution, de la maintenance et des industries de service, telles que les soins médicaux, les services financiers, la vente au détail et le secteur public. 
L'action a été cotée NASDAQ sous le code LWSN jusqu'en 2011.

## Activité
Lawson offre les produits suivants :
- Finances
- Systèmes de Gestion des Ressources Humaines
- Gestion logistique
- Business Intelligence
- Asset Management
- Produits spécialisés pour la vente au détail et les soins médicaux
- Gestion des performances de l'entreprise
- Enterprise Resource Planning
- Gestion des Relations Clients
- Manufacturing Resource Planning
- Enterprise Asset Management

## Histoire
Lawson fusionne avec Intentia en avril 2006. Il est ensuite acheté par Infor en 2011.